# Apsaranycta
Apsaranycta là một chi bướm đêm thuộc họ Noctuidae.